# 魔域幽靈系列角色列表
魔域幽靈是卡普空的2D格鬥遊戲系列。本表列出了系列角色。

## 角色

### B.B. Hood
Baby Bonnie Hood，簡稱B.B. Hood，(日文原名バレッタ Bulleta)。此角色的外形及名字皆近似童話故事裡的小紅帽，但職業設定為專門狩獵魔物的獎金獵人，並且有精神分裂症的症狀，擁有一個殘忍嗜血的隱藏人格。配音員為松下美由紀。
由於人間界與魔界被連結，導致魔物們開始入侵人類世界，而人類也開始為了各種理由獵殺魔物；例如科學研究，軍事用途，自身安全，或是純粹做為裝飾品。因此專門獵殺魔物的獎金獵人也開始出現。其中，B.B. Hood被其他獵人們公認為S級的獎金獵人。
因為B.B. Hood擁有黑暗的靈魂，傑達認為可以藉由她的幫助完成魔次元，於是將她傳送到魔界。當B.B. Hood發現自己身處魔界時，她環顧四周後說：『哈，全都是我的獵物……好久沒有這麼大的工作了』

### 毘沙門朧
毘沙門朧（Oboro Bishamon）（很多时候叫做Bishamon，或者只是一个名字，当般若被盔甲完全控制的时候），是一个穿著一副被诅咒的盔甲的幽灵武士。来自日本。当毘沙门胧在一间古董商店里到处看的时候，也许是被命中注定，他找到一副盔甲和一把武士刀。此时，他丧失了他自己的思想。当他意识到他所在的地方的时候，他在他的家里，而盔甲和武士刀就在他旁边。当他回到古董店问店主发生什么事情的时候，他发现他已经强迫店主吧那副盔甲和武士刀给他。毘沙门胧自己对此没有任何印象。这对他来说没有任何感觉，可是当他凝视那副盔甲的时候，他觉得这幅盔甲毫无意义。
此时，毘沙门胧的妻子阿玲见到毘沙门整天坐在那幅盔甲的前面，非常担心他。她要求他丢弃这幅盔甲还有那把武士刀，可是毘沙门胧完全没有听进去。另个星期之后，他决定不理会他的妻子而穿上了这幅盔甲。
在毘沙门胧穿上盔甲的那一刻，他意识到了他的错误，并用尽他最后的精力高呼：“阿玲，快跑！快跑！” 
毘沙门胧的思想变得全都是怨恨和被诅咒的力量。他穿上了怨恨之甲“般若”（Hannya），并握住吸血之剑“鬼炎”（Kien）。由于“般若”渴望更多的祭品，他开始了无尽的杀戮生涯。
当毘沙门胧与派隆战斗的时候，派隆的能量导致毘沙门从“般若”的诅咒中解脱出来。为了弥补他犯下的罪行，毘沙门胧和他的妻子成为了僧侣。 他开始进行的修道被称为“六法道”。这种修道给予其跟随者强大的思想并可以净化他们的思想及精神。在全日本的旅行让毘沙门胧的心灵再次得到平静。
几年之后，毘沙门胧来到了一座旧的寺庙。在那里，他找到了一些讲述一个名叫魔界（Makai）的独立空间的手迹。在这些手迹中，包含了描绘“般若”盔甲和“鬼炎”刀的图画，以及像在地狱中的类似于“般若”和“鬼炎”的生物。毘沙门胧想到了他自己，因为像他这样大意的人可能会再出现。他觉得他也许没有办法弥补他的罪行，他是他也许能够避免类似的悲剧再次发生。毘沙门胧已经走过了黑暗之路，他没有什么可害怕的了。
为了与这个“魔界”联系，毘沙门胧隐居在一座大雪覆盖的山中。他坐下来并握着锡杖，然后便开始冥想。当他的精神力量达到顶峰的时候，它可以透过心之眼看到一个完全不同的世界。他决定不惜任何代价封印“般若”。
在此同时，“般若”又开始了对血的渴望。即使这次没有一个主体，刀和盔甲也开始再次移动。它们将所有的灵魂聚集在它们周围以形成一个身体，并开始行动猎食所有的魔域幽灵和他们的血液。当“般若”和“鬼炎”行动的时候，它们被吸入了间次元。但在“般若”开始杀戮之前，毘沙门追上了它并将它封印。在这些事件之后，毘沙门消失了，并被认为开始了一段宁静的生活。

#### 關於「般若」和「鬼炎」
“般若”从前是一只间次元的野兽，就像Zabel的同伴La Malta一样。人们认为“般若”是在大概600年前来到人类世界的。织田信长也穿着过这副盔甲，虽然那时的外形很不一样。“般若”能给予穿戴它的主人以超人类的能力，但作为交换也会让他们成为嗜血的杀手。当“般若”越是浸在血液中，它就越是闪耀，而穿戴它的人会慢慢失去生命。 
在战争年代结束之后，“般若”要通过古董商店旅行，以找到新的人穿戴它。
在1580年代，有一柄剑被铸造而成，叫做“鬼斩”（Onikiri）。作为用于斩人的剑，“鬼斩”的剑刃会因为人身体的脂肪和血液变得钝。但是当它斩的人越多的时候，它就越锋利，这是因为它的剑刃的设计。人们很害怕这柄剑，因为他们的错觉是这柄剑会从人体吸血。据说如果使剑的人一天没有杀一个人，那这柄剑就会让其使用者发狂，并强迫他们自杀。
在和平年代到来之后，“鬼斩”大概消失了10年，并在之后和“般若”作为一套装备再次出现。在那时，“鬼斩”已经被这幅受诅咒的盔甲的邪恶光环所影响，并将它自己的名字改成了“鬼炎”。至于为什么改成了这个名字，是没有人知道的。

#### 其他
- 在第三部“魔域幽灵”游戏中，“毘沙门胧”并不是真正的毘沙门胧，而只是一副能自己活动的盔甲。该游戏的一个隐藏人物是毘沙门胧的变化，叫做胧的，才是真正的毘沙门胧。
- 在美国DiC卡通里，毘沙门胧的盔甲只是一副单纯的盔甲，而不是他诅咒的一部分。他的剑被毁坏，并在一部插话中被歌唱剑所取代。他的人格可能是整个系列中最完整的，他的往事也几乎完全吻合他的游戏故事线。
- 在午夜斗士动画里，毘沙门胧在一部插话序幕中与Rikuo战斗，并在第二部插画中段占有很大的分量。他被描画为一个嗜血的斗士，受到盔甲的绝对控制，但是在与Donovan战斗之后他让自己解脱出来，而且也不明白为什么Donovan在自身拥有暗黑力量的情况下还要与黑暗战斗。
- 在毘沙门胧的关卡背景中的那只狗叫做“太路”（Taro）。它被认为是一个值得的灵魂，并被传送到了间次元。
- 在"《SNK对卡普通：千年之战》"中，毘沙门胧的盔甲在"一条和矢"的第二级特殊攻击中短暂的出现过。

### 德米特里·馬克西莫夫
主条目：德米特里·馬克西莫夫

### 傑達·多瑪
一名魔界貴族，以救世主自居，有著想將魔界改造成他理想模樣的野心。

### 菲莉西亞
菲莉西亞（Felicia），其形象被設定成擁有變身能力的貓女。聲優為荒木香惠。
菲莉西亞原本是被一位名叫Rose的修女當成一隻普通的貓所飼養。當Rose死後，菲莉西亞為了實現她成為歌星的夢想而離開了她居住的小鎮。在魔域幽靈的結尾中，她找到了許多貓女同伴，組成了一個樂團，並且當上主唱，實現了她的夢想。在魔域幽靈3（Vampire Savior）中，菲莉西亞開始尋求能讓他人感到快樂的方式，而在結尾時，她找到了她覺得最適合的方式──成為一位修女，並成立了一間叫做幸福之家（Felicity House）的孤兒院。

#### 其他同伴
菲莉西亞與其他角色的不同之處在於，她能在戰鬥中呼喚她的貓女同伴們幫助她。她們分別是：
- Pico：14歲，出生於美國明尼蘇達州。原本住在一間孤兒院中，在看到菲莉西亞的表演後決定跟隨菲莉西亞。她的好奇心十分旺盛。
- Grace：48歲，出生於美國猶他州。在團體中扮演著大家長的角色。
- Alto：20歲，出生地不明。被一位富翁當成稀有寵物所飼養，後來逃出躲在深山中，被Grace所救，同時幫她取了Alto這個名字。個性害羞，害怕陌生人。
- Nana and Mimi：22歲，出生於香港，在日本埼玉縣長大。到日本的原因是因為偷跑到貿易船上玩，而被載到日本，之後被一對富有同情心的老夫婦所收養。
- Nonno：別名Tama，年齡及出生地不詳，與Nana是朋友，喜歡躲藏在球裡面玩。
- Lucy：36歲，出生於美國維吉尼亞州。原本在馬戲團工作，但在好友因病去世後離開了馬戲團。流浪途中遇見了菲莉西亞而成為同伴。個性喜歡挖苦人。

### 莫莉卡·安斯蘭特
一名女性魅魔，是魔界統治者之一「貝里歐魯·安斯蘭特」（ベリオール・アーンスランド）的養女，與戴米里·馬克西莫夫為對立關係。

### 派隆
派隆（Pyron）在遊戲中被設定為最終頭目，其外型由火燄構成。Pyron的命名是由希臘字母中的pyro演變的，意思是火，以符合它的火燄造型。聲優為檜山修之。
派隆來自Hellstorm星，經過了無數年的演化，它進化為可以在宇宙空間中存活的生命體。接下來的兩億年之間，它開始在宇宙間尋找美麗的星球並征服這些星球。約莫在六千五百萬年前，派隆來到了地球，但是由於不明原因，它並沒有立刻展開征服，而是沉睡在大西洋深處，製造名為Huitzil的機器人大軍，等待適當的時機進行征服霸業。但是在遊戲的結局中，它敗給了戴米特里。
在OVA中，派隆同樣設定為準備征服地球的外星生命體。但是出場時間變更為當戴米特里跟Morrigan戰鬥到一半時，而機器人Huitzil也變為收集各個主要角色的戰鬥資料的機器。為了突顯派隆的強悍，他擊敗了Anakaris、Rikuo、Sasquatch、Victor和戴米特里，並且一度擊敗了統爾法。但在最後統爾法得到了Anita的支援，得到了新的力量並擊敗了派隆。

### Sasquatch
Sasquatch其形象設計源自於大腳和雪人。此角色定位為搞笑配角，與主線劇情的發展並沒有任何的關聯。聲優為德丸完。
Sasquatch是一個大腳部落中的貴族，其部落位於加拿大洛磯山脈的深山中。因為感覺到派隆的力量而離開部落一探究竟，但是一無所獲。在遊戲的結局中，當牠回到部落時，卻發現村莊裡所有人都神秘的失蹤了，只在村莊的正中央留下了一個巨大的洞穴。牠直覺同伴們可能陷入了麻煩而跳入洞中尋求同伴的下落，但是卻發現同伴們正快樂的享用傑達贈與的香蕉並稱讚傑達是個好人。
而在OVA中，Sasquatch的出場只是為了凸顯派隆的強悍，一登場就被派隆擊敗了。

## 外部連結
- B.B. Hood's Darkstalkers and Marvel vs. Capcom 2 entries at StrategyWiki.org
- 毘沙门胧在StrategyWiki.org的魔域幽灵条目
- 戴米特里在 StrategyWiki.org 的 魔域幽灵 条目
- Felicia on strategy wiki
- Pyron's Darkstalkers entry at StrategyWiki.org （页面存档备份，存于）
- Pyron on wikia （页面存档备份，存于）

- Sasquatch's Darkstalkers entry at StrategyWiki.org